# Guayaquila pallescens
Guayaquila pallescens är en insektsart som beskrevs av Carl Stål. Guayaquila pallescens ingår i släktet Guayaquila och familjen hornstritar. Inga underarter finns listade i Catalogue of Life.